# Armorial des communes de la Martinique
Cette page donne les armoiries (figures et blasonnements) des communes de la Martinique.

## A – L
| Blason de Fort-de-France | Blason  | D'argent à une ancre de sable, sur laquelle broche un faisceau de licteurs, posé en pal sur deux branches de chêne et d'olivier passées en sautoir, le tout d'or. |
| Blason de Fort-de-France | Détails | Le statut officiel du blason reste à déterminer. |

| Blason de Lamentin (Le) | Blason  | Taillé de gueules à la colombe stylisée d'argent accompagnée en chef du mot "PAX" de même, et d'or à six abeilles de sable disposées 2-3-1 accompagnées en pointe du mot "LABOR" d'argent liseré de sable. |
| Blason de Lamentin (Le) | Détails | Le statut officiel du blason reste à déterminer. |

## M – Z
| Blason de Marin (Le) | Blason  | De gueules à un deux-mâts d'or, habillé d'argent sur une mer d'azur ; au chef de sable chargé d'une foi alésée et arrachée d'argent, habillée d'or. |
| Blason de Marin (Le) | Détails | Le statut officiel du blason reste à déterminer. |

| Blason de Morne-Rouge (Le) | Blason  | D'or à une montagne d'azur ; au comble du même chargé en flancs de deux sternes affrontées en vol d'argent. |
| Blason de Morne-Rouge (Le) | Détails | Le statut officiel du blason reste à déterminer.                                                            |

| Blason de Robert (Le) | Blason  | D'azur à la nef d'or habillée d'argent et équipée de sable, voguant sur une mer ondée du même et du champ ; au chef d'or chargé à dextre d'une tour crénelée et à senestre d'un ???, le tout de sable. |
| Blason de Robert (Le) | Détails | Le statut officiel du blason reste à déterminer. |

| Blason de Saint-Pierre | Blason  | D'azur au caducée d'or, à la bordure du même.    |
| Blason de Saint-Pierre | Détails | Le statut officiel du blason reste à déterminer. |

| Blason de Trinité (La) | Blason  | De gueules à un deux-mâts d'argent, le mât dextre pavillonné d'or et celui de senestre d'azur à la croix d'argent cantonnée de quatre serpents ondoyant en pal du même, voguant sur une mer d'azur d'où émerge à senestre une île de sable mouvant du flanc. |
| Blason de Trinité (La) | Détails | Conflit héraldique : l'avant du bateau est rayé de trois traits de sable. Le statut officiel du blason reste à déterminer. |